# San Miguel megye (Colorado)
San Miguel megye az Amerikai Egyesült Államokban, azon belül Colorado államban található. Megyeszékhelye és legnagyobb városa Telluride. Lakosainak száma 8072 fő (2020. április 1.). San Miguel megye Montrose, Dolores, San Juan, Ouray és San Juan megyékkel határos.

## Népesség
A megye népességének változása:
| Lakosok száma | 7353 | 7480 | 7588 | 7678 | 7879 | 8072 |
|               | 2010 | 2011 | 2012 | 2013 | 2015 | 2020 |